# Божевільна Грета (зброя)
«Божевільна Грета» (з.-флам. Dulle Griet, англійською мовою — «The Mad Mag», через що іноді згадується як «Скажена Маргарита») — важка бомбарда XIV століття, один із небагатьох збережених екземплярів середньовічних кованих знарядь.

## Історія
Виготовлена в XIV столітті (близько 1382 року) в місті Гент на території тодішньої Священної Римської імперії. За іншими джерелами, створена на початку або середині XV століття, можливо, при Карлі V.
Довжина гармати становить близько 5 м, маса — близько 16 тонн. Її ствол складається з 32 залізних смуг, скріплених 41 обручем.
У 1452 році використовувалася при облозі Ауденарде, була захоплена жителями міста, в якому і перебувала наступні 126 років. Тільки в 1578 році гентці повернули бомбарду собі та встановили на одній з площ міста.
Маючи калібр 660 мм, «Скажена Маргарита» входить в число найбільших в світі знарядь, що використовують кам'яні ядра.